# هوموتي
هو موتي (بالبولندية: Homoty) هي قرية تقع في بولندا، وتتبع إداريًا بلدية ميلنيك ضمن مقاطعة سييمياتيتشه في محافظة بودلاسكي، شمال شرق البلاد، بالقرب من الحدود مع بيلاروسيا.
تقع القرية على بُعد نحو 10 كيلومترات شمال غرب ميلنيك، و8 كيلومترات جنوب شرق سييمياتيتشه، وحوالي 81 كيلومترًا جنوب العاصمة الإقليمية بياويستوك.

## عدد السكان
وفقًا لتعداد عام 1921، بلغ عدد سكان القرية 42 نسمة، من بينهم:
- 12 من أتباع الكنيسة الرومانية الكاثوليكية،
- 28 من الكنيسة الأرثوذكسية،
- و5 يهود (ديانة موسوية).

وقد صرّح جميع السكان حينها بأنهم يحملون الجنسية البولندية. كما سُجّل وجود 92 منزلًا سكنيًا في القرية.